# Перес Монтес де Ока, Хулия
Хулия Перес Монтес де Ока (исп. Julia Pérez Montes de Oca; 1839, Сантьяго-де-Куба — 25 сентября 1875, Артемиса, Куба) — кубинская поэтесса, младшая сестра Луисы Перес де Самбраны, тоже поэтессы.

## Биография
Хулия Перес Монтес де Ока родилась в Сантьяго-де-Куба в 1839 году. Там она получила образование. Она всегда поддерживала дружбу со своей старшей сестрой Луисой Перес де Самбраной,и её мужем, доктором Рамоном Самбраной. Когда Луиса вышла замуж за Рамона, вся семья перебралась в Гавану.
Заинтересовавшись поэзией с юных лет, Перес опубликовала свои первые стихи в газетах Redactor de Santiago de Cuba и Kaleidoscopio de la Habana, а позже сотрудничала с другими кубинскими и зарубежными журналами. Она посещала художественные и литературные встречи, где декламировала свои сочинения. Её работа получила высокую оценку не только родной сестры, но и прессы того времени.
Её поэзия была частью более позднего «второго романтизма», охватывала разные жанры и затрагивала различные темы. Однако в целом, помимо романтических черт, творчество Перес было ближе к классицизму, с постоянными ссылками на locus amoenus, напоминающими Гарсиласо де ла Вега. После смерти доктора Самбраны стихи Перес приобрели трагический тон; были также намёки на безответную любовь. В сотрудничестве с другими поэтами того времени Перес опубликовала в 1860 году несколько стихов в El álbum cubano de lo bueno y lo bello, основанном и редактируемом Гертрудис Гомес де Авельянеда.
Перес умерла 25 сентября 1875 года от туберкулёза, вероятно, в доме Эль-Хардин, резиденции Корнелио Сушая и Анхелики Самбраны, в Артемисе, Куба. Похоронена на местном кладбище. Некоторые считали, что она покончила жизнь самоубийством, опираясь на последние написанные ею строчки, но остальные были с ними не согласны, поскольку в её свидетельстве о смерти записано, что Хулия получила предсмертное елеосвящение.
Хотя при её жизни её сборников стихов не выходило, книга её поэзий была опубликована посмертно в 1875 году в Барселоне под названием Poesías. Более полное издание вышло в 1957 году.